# Dominik Halmoši
Dominik Halmoši (* 3. listopadu 1987, Písek) je český hokejový brankář a podnikatel v realitách.

## Statistiky
| Sezona        | Klub                      | Soutěž        | Základní část | Základní část | Základní část | Základní část | Základní část | Play off | Play off | Play off | Play off | Play off |
| Sezona        | Klub                      | Soutěž        | Z             | G             | A             | B             | TM            | Z        | G        | A        | B        | TM       |
| ------------- | ------------------------- | ------------- | ------------- | ------------- | ------------- | ------------- | ------------- | -------- | -------- | -------- | -------- | -------- |
| 2007/08       | SHC Maso Brejcha Klatovy  | 2. ČHL        | 13            | 0             | 0             | 0             | 0             |          |          |          |          |          |
| 2008/09       | HC Rokycany               | 2. ČHL        | 6             | 0             | 0             | 0             | 0             |          |          |          |          |          |
| 2008/09       | HC Berounští Medvědi      | 1. ČHL        | 5             | 0             | 0             | 0             | 0             | 1        |          |          |          |          |
| 2009/10       | SHC Maso Brejcha Klatovy  | 2. ČHL        | 32            | 0             | 0             | 0             | 0             | 5        | 0        | 0        | 0        | 0        |
| 2010/11       | HC Plzeň 1929             | ELH           | 2             |               |               |               |               |          |          |          |          |          |
| 2010/11       | HC Tábor                  | 1. ČHL        | 4             |               |               |               |               |          |          |          |          |          |
| 2010/11       | HC Chrudim                | 1. ČHL        | 3             |               |               |               |               |          |          |          |          |          |
| 2010/11       | Lausitzer Füchse          | GER 2         | 11            |               |               |               |               | 4        |          |          |          |          |
| 2011/12       | HC Dukla Jihlava          | 1. ČHL        | 24            |               |               |               |               | 4        |          |          |          |          |
| 2012/13       | IHC Písek                 | 1. ČHL        | 28            |               |               |               |               | 7        |          |          |          |          |
| 2013/14       | HC Motor České Budějovice | 1. ČHL        |               |               |               |               |               |          |          |          |          |          |
| ELH celkově   | ELH celkově               | ELH celkově   | 2             |               |               |               |               |          |          |          |          |          |
| 1.ČHL celkově | 1.ČHL celkově             | 1.ČHL celkově | 64            |               |               |               |               | 12       |          |          |          |          |